# Норильская епархия
Нори́льская епа́рхия — епархия Русской православной церкви, объединяющая приходы и монастыри в северной части Красноярского края (в границах города Норильска, а также Туруханского и Таймырского Долгано-Ненецкого районов). Входит в состав Красноярской митрополии.

## История
Создана 30 мая 2014 года решением Священного синода Русской православной церкви путём выделения из Енисейской епархии с включением в состав Красноярской митрополии. Правящим архиереем избран игумен Агафангел (Дайнеко).

## Епископы
- с 6 июля 2014 года — Агафангел (Дайнеко)

## Благочиния
- Норильское благочиние
- Таймырское благочиние
- Туруханское благочиние

## Монастыри
- Свято-Троицкий Туруханский монастырь (мужской)